# Cyclothone parapallida
Cyclothone parapallida är en fiskart som beskrevs av Badcock 1982. Cyclothone parapallida ingår i släktet Cyclothone och familjen Gonostomatidae. Inga underarter finns listade i Catalogue of Life.